# Епархия Вамбы
Епархия Вамбы (лат. Dioecesis Vambaensis) — епархия Римско-Католической Церкви с центром в городе Вамба, Демократическая Республика Конго. Епархия Вамбы входит в митрополию Кисангани.

## История
10 марта 1949 года Святой Престол учредил апостольский викариат Вамбы, выделив его из апостольского викариата Кисангани (ныне — архиепархия Кисангани).
10 ноября 1959 года апостольский викариат Вамбы был преобразован в епархию буллой Cum parvulum Римского Папы Иоанн XXIII.

## Ординарии епархии
- епископ Joseph-Pierre-Albert Wittebols (1949 — 1964);
- епископ Gustave Olombe Atelumbu Musilamu (1968 — 1990);
- епископ Charles Kambale Mbogha (1990 — 1995);
- епископ Janvier Kataka Luvete (1996 — по настоящее время).